# Cadiolo (circunscrição)
Cadiolo é uma das sete circunscrições da região de Sicasso, no sul do Mali. Sua capital é Cadiolo. Está dividida na comuna urbana de Cadiolo e 9 comunas rurais:
- Cadiolo
- Diu
- Diumatené
- Furu
- Kai
- Luluni
- Misseni
- Nimbugu
- Zegua